# José Agustín Ramírez Altamirano
José Agustín Ramírez Altamirano (Acapulco, Guerrero, México, 11 de julio de 1903 - Ciudad de México, 12 de septiembre de 1957) fue un profesor, compositor y poeta mexicano, uno de los grandes compositores musicales que contribuyó de manera significativa al acervo musical del estado de Guerrero, con canciones que narran la belleza del estado y de su gente.

## Primeros años
Hijo de José Ramírez Pérez y de Apolonia Altamirano Victoria, alternó sus estudios de primaria con el aprendizaje del violín y de la guitarra; en Tecpan de Galeana, empezó a tocar el piano y a los 12 años, en Acapulco, aprendió solfeo y armonía. A la edad de 13 años, tuvo a su cargo la Oficina de Telégrafos de Atoyac, con el grado de teniente. Becado por la Dirección de Educación del estado, estudió en la Ciudad de México, y se graduó como profesor en la Escuela Normal de México, en 1924, al tiempo que concluía sus cursos de piano en la academia del maestro Sergio Sierra Magaña. Tocó el piano en cines y el órgano en iglesias, como las de Santo Domingo y Loreto, en el Distrito Federal, hoy llamada Ciudad de México.

## Juventud: labor cultural y docente; primeras composiciones
Durante su juventud, la Secretaría de Educación Pública lo envió a San Luis Potosí como delegado en Cultura Estética, lo que le permitió realizar una amplia labor cultural en las escuelas y entre los grupos sociales del estado. Desempeñó su docencia en Sinaloa, San Luis Potosí, y después lo nombraron director de una Escuela Tipo Federal, en Ciudad Victoria, Tamaulipas. Ahí, empezó a componer sus primeras canciones y, en 1926, contrajo matrimonio civil con María Eva Castillo y Caballero (Maca).

## Los Trovadores Tamaulipecos
Fundó y dirigió el conjunto musical llamado Los Trovadores Tamaulipecos, al lado de Ernesto Cortázar, Lorenzo Barcelata, Planes y Caballero. Con ellos, grabó discos en tres compañías: Columbia, Peerles y RCA Víctor, e hizo giras a Cuba y a otros países de Las Antillas, en América Central, en parte de América del Sur y de los Estados Unidos.

## Los Trovadores Guerrerenses
Asimismo, en el estado de Guerrero, fundó otro conjunto de cancioneros, conocido como Los Trovadores Guerrerenses. Durante el gobierno de Emilio Portes Gil, tuvo a su cargo la Dirección General de Acción Social y Cultura Estética del Departamento Central (hoy [[Gobierno de la 
Ciudad de México]]), organizando y dirigiendo los centros culturales para obreros del Distrito Federal (hoy Ciudad de México) (1929–1930).

## "Por los caminos del sur"
José Agustín Ramírez  fue el compositor de la música y la letra de la canción "Por los caminos del sur", que más tarde se convirtiera en el himno no oficial de Guerrero.
Por los caminos del sur

hay rosas, voces y estrellas,

son canciones y doncellas

bajo un alto cielo azul. (Se repite)

Jaguares en las montañas

y pájaros sobre el río,

es un bello desafío

la selva con la montaña.

Amanece en los jornales

una ilusión campesina,

de céfiro es la colina

y alegres los manantiales.

Por los caminos del sur

vámonos para Guerrero,

porque me falta un lucero

y ese lucero eres tú. (Se repite)

## Folclor de Guerrero; himnos
Estudió, fomentó y divulgó el folclor guerrerense. Formó el quinteto Cancioneros Guerrerenses, con los que recorrió el estado. Es autor de los himnos al Agrarista, a la Madre, a Zapata, a los Niños Héroes, al Hospital Militar, etcétera; de coros y canciones escolares, como "La mazorquita", "Arroyito", "La milpa", y de más de 80 canciones, escritas, la mayor parte, de 1930 a 1940; entre las más conocidas, están: "Ometepec, "Linaloé", "Acapulqueña", "Caleta", "El toro rabón", "Al regresar a tus brazos", "Diamante azul", "Mañanita costeña", "Ojos de almendra", "Nochecita de octubre", "La vida se nos va" y otras.

### "Sanmarqueña"
Divulgó la "Sanmarqueña", creada por el padre Emilio Vázquez Jiménez. No todas las letras de las canciones que dio a conocer son suyas; algunas son de Manuel M. Reynoso, otras de Isaac Palacios Martínez y otras más de Luciano Kubli; pero el gran mérito de José Agustín Ramírez es la música que compuso para ellas, conjugando verdaderas joyas de expresión emotiva y de indiscutible belleza. Se le otorgó la medalla Adolfo Cienfuegos y Camus.[cita requerida]

## Reconocimientos
En Acapulco, una escuela y una de las calles llevan su nombre.
En la Ciudad de México una escuela primaria lleva su nombre en la Unidad Santa Fe IMSS, Alcaldía Álvaro Obregón, C.P. 01170, Ciudad de México.

## Vida familiar
Su última esposa fue la señora Estela Rotge viuda de Riveros, quien hasta el año 2000 todavía vivía en Acapulco. Su sobrino José Agustín, registrado al nacer con el nombre José Agustín Ramírez Gómez, es un importante novelista de la llamada "Literatura de la Onda", además de ser ensayista, periodista, dramaturgo y guionista de cine mexicano.[cita requerida]

## Lista de sus composiciones
- Acapulqueña
- Atoyac
- Azoyú
- Caleta
- Camino de Chilpancingo
- Canción de amores
- El diamante azul
- El toro rabón
- Linaloe
- Luna en la Quebrada
- Mañanita Costeña
- Ometepec
- Playita de Hornos
- Por los caminos del sur
- Sanmarqueña
- Tlapehuala
- Ven a la Quebrada